# Epipleoneura fernandezi
Epipleoneura fernandezi – gatunek ważki z rodziny łątkowatych (Coenagrionidae). Występuje w północnej części Ameryki Południowej; stwierdzony w Wenezueli i Gujanie Francuskiej.